# Paul Laymann
Paul Laymann (Arzl, 1574 – Costanza, 13 novembre 1635) è stato un gesuita e giurista tedesco, importante studioso di teologia morale.

## Biografia
Dopo aver studiato giurisprudenza a Ingolstadt, Laymann entrò nella Compagnia di Gesù a Landsberg nel 1594. Dopo il noviziato insegnò presso il Ginnasio dei Gesuiti di Dillingen. Nel 1603 fu ordinato sacerdote e dal 1603 al 1609 insegnò filosofia all'Università di Ingolstadt. In seguito fu professore di teologia morale presso la casa professa dei Gesuiti di Monaco di Baviera (1609-1625). Nel 1625 Laymann divenne il primo titolare della neocostituita cattedra di diritto canonico all'Università di Dillingen. Nel 1632, per sfuggire agli svedesi, si rifugiò a Costanza, dove morì di peste il 13 novembre 1635. 
Laymann è considerato uno dei più grandi moralisti e canonisti del suo tempo e ha scritto molte opere perlopiù su materie filosofiche, morali e giuridiche. 
La più importante delle sue trentatré opere letterarie è un compendio di teologia morale Theologia Moralis in quinque libros partita (Monaco di Baviera, 1625). Nel 1626 ne apparve, sempre a Monaco, una seconda edizione ampliata in sei volumi. Fino al secondo quarto del diciottesimo secolo l'opera fu più volte ristampata e aggiornata (l'ultima edizione fu pubblicata a Magonza nel 1723), e fu ampiamente utilizzata come libro di testo nei seminari. 
La Theologia Moralis di Laymann (in particolar modo la terza edizione dell'opera, pubblicata nel 1630) si segnala per la condanna degli eccessi nei processi per stregoneria. Paul Laymann sosteneva che nei casi di stregoneria ed eresia gli indizi dovevano essere più forti e non più deboli che negli altri casi criminali, e che i giudici dovevano essere assolutamente convinti della colpevolezza dell'imputato prima di ricorrere alla tortura. L'influenza di Laymann in questo campo fu notevole, e la sua opera fu citata estensivamente, insieme alla Universa theologia scholastica di Tanner, nella Cautio Criminalis di Friedrich Spee.
Su istanza del vescovo di Augusta Heinrich von Knöringen, Laymann scrisse la Pacis compositio inter Principes et Ordines Imperii Romani Catholicos atque Augustanæ Confessionis adhærentes (Dillingen, 1629), un'opera elaborata di 658 pagine, che spiega il valore e la portata della pace di Augusta, voluta da Ferdinando I d'Asburgo nel 1555. 
Il suo scritto più importante sul diritto canonico, Jus Canonicum seu Commentaria in libros decretales (3 voll., Dillingen, 1666-98), fu pubblicato postumo.

## Opere
- Theologia moralis in quinque libros partita. München 1625
- Pacis compositio, seu dissertatio de compositione pacis inter Principes et Ordines Imperii Romani Catholicos et Augustanae Confessioni adhaerentes in Comitiis Augustae 1555. Dillingen 1629
- Pacis compositio: das ist, außfürlicher und wolgegruendter Tractat von dem im Jahr 1555 auff dem Reichstag zu Augspurg ... auffgerichten Religion Frieden ...  Dillingen 1630
- Quaestiones canonicae de praelatorum ecclesiasticorum, electione, institutione et potestate ex libro I Decretalium. Dillingen 1629
- Justa defensio Romani Pontificis, Augustissimi Caesaris, S. R. E. Cardinalium, Episcoporum, Principum et aliorum, demum minimae Societatis Jesu in causa monasteriorum exstinctorum et bonorum ecclesiasticorum contra quosdam a se ipsis delectos judice. Dillingen 1631
- Jus canonicum. Dillingen 1663